# Lichterfelde (Schiff, 1896)
Die Lichterfelde war ein Fahrgastschiff in Berlin. Es wurde 1960 unter Verwendung des Wracks der Oberbürgermeister Zelle gebaut, die im Zweiten Weltkrieg versenkt wurde. Nach ihrem Einsatz als Tagesausflugsschiff wurde die Lichterfelde  durch die Berliner Verkehrsbetriebe (BVG) bis 2014 als Wannseefähre eingesetzt.

## Geschichte

Die Oberbürgermeister Zelle als Lubeca vor dem Kaisertor in Lübeck

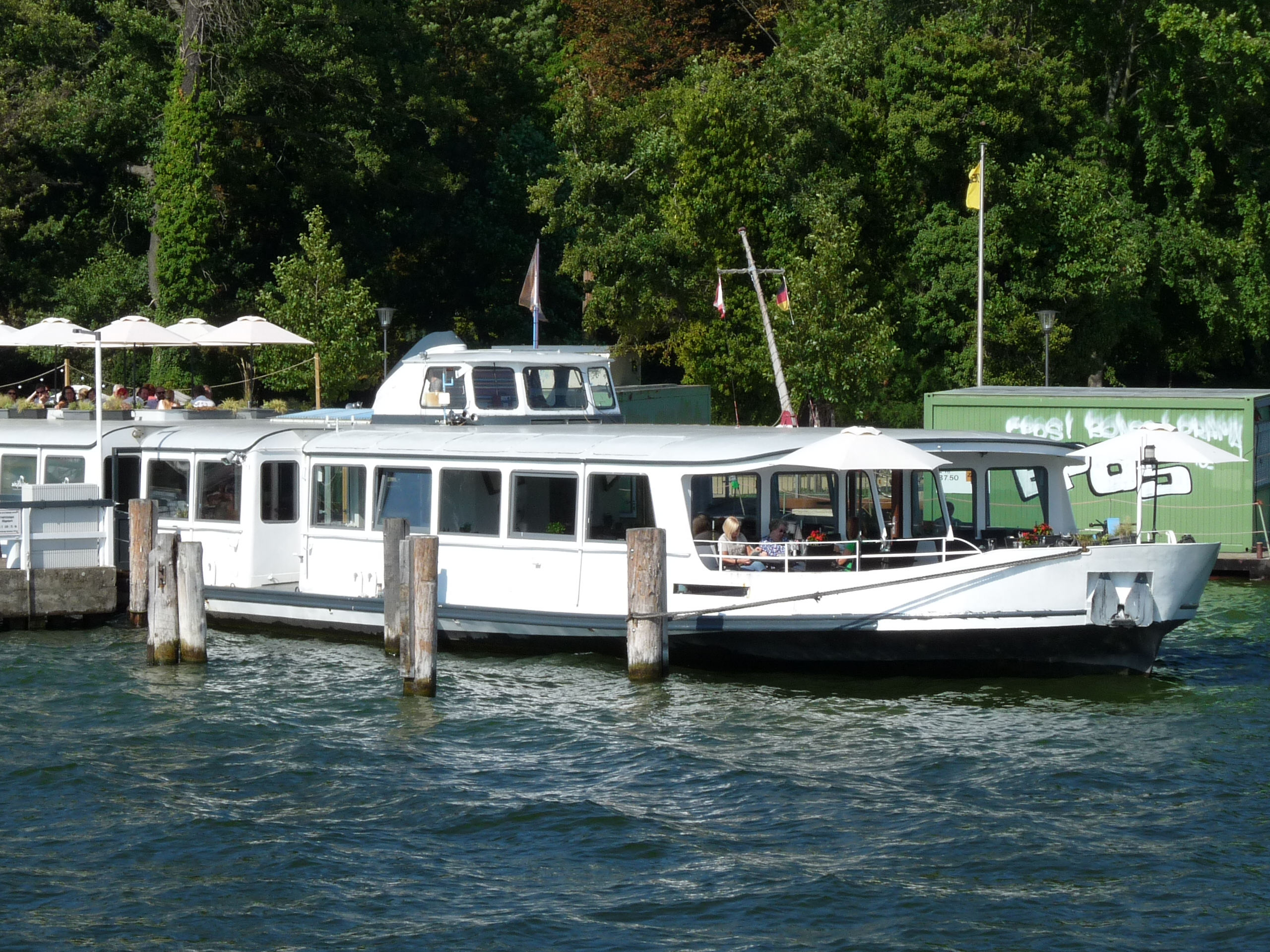
Die Lichterfelde als Windflüchter am Müggelsee

Die Existenz der Lichterfelde begann mit der Berliner Gewerbeausstellung im Jahr 1896 im heutigen Treptower Park. Das damals außerhalb Berlins gelegene Veranstaltungsgelände erforderte einen Ausbau der Verkehrsinfrastruktur, die für die erwarteten Besucherzahlen nicht ausreichte. Mehrere Reedereien planten einen Zubringerverkehr auf der Spree, darunter die Spree- und Havel-Dampfschiffahrtsgesellschaft Stern, die neben einem Umbau bereits vorhandener, kleinerer Schiffe eigens bei den Oderwerken zwei neue Doppelschraubendampfer in Auftrag gab. Diese wurden auf die Namen Baurat Hobrecht und Oberbürgermeister Zelle getauft. Der Namenspatron der Oberbürgermeister Zelle, Robert Zelle, war von 1892 bis 1898 Oberbürgermeister von Berlin. Jedes der beiden Schiffe war 32 Meter lang, 5,4 Meter breit, ging 1,13 Meter tief und hatte eine Seitenhöhe von 2,45 Metern. Angetrieben wurde es von je zwei Zweifachexpansionsdampfmaschinen mit jeweils 75 PSi bei 220 Umdrehungen, mit denen es eine Geschwindigkeit von etwa 17 km/h erreichte. Zugelassen waren die Schiffe für 395 Fahrgäste. Diese Kapazität wurde jedoch im Liniendienst nach Treptow kaum ausgeschöpft. Die Fahrgastzahlen entwickelten sich unbefriedigend, da die meisten Besucher der Ausstellung mit der Bahn fuhren.
Die Oberbürgermeister Zelle diente bei der Eröffnung des Elbe-Trave-Kanals als Staatsyacht und hatte bei der Einweihungsfahrt um die Lübecker Altstadtinsel den damaligen Kaiser Wilhelm II. an Bord. Zu diesem Anlass wurde sie zeitweilig in Lubeca umgetauft. Danach war sie unter ihrem ersten Namen wieder in Berlin unterwegs. Bei voller Zuladung hatte sie einen Tiefgang von etwa 1,4 Metern. Zusammen mit der Geschwindigkeit ergab sich ein Wellenbild, das im Volksmund den Spottvers „Der Oberbürgermeister Zelle, der schiebt ’ne mächtje Welle“ nach sich zog. 1945, im Besitz der 1934 entstandenen Vorkriegs-Stern und Kreisschiffahrt, wurde sie im Hafen Steglitz versenkt. Das Wrack blieb im Teltowkanal liegen, bis das hölzerne Deck verrottet war und der gut erhaltene Rumpf in der zweiten Hälfte der 1950er Jahre zur Teltow-Werft geschleppt wurde.

## Das Schiff
Die Teltow-Werft baute ab Januar 1960 im Auftrag der Stern und Kreisschiffahrt aus dem Wrack ein neues Motorschiff, das am 29. März 1960 vom Stapel lief und auf den Namen Lichterfelde getauft wurde. Der Ausbau erfolgte im Sommer des gleichen Jahres. Die Kosten beliefen sich auf 400.000 Mark, nach anderen Angaben auf 500.000 Mark. Erste Probefahrten fanden im Dezember statt, doch zum Einsatz kam das Schiff erst mit der Eröffnung der Saison 1961 am 25. März. Spätestens ab dem Jahr 2006 wurde die Lichterfelde im Auftrag der BVG auf der Fährlinie 10 zwischen Wannsee und Kladow eingesetzt, wo sie die zuvor dort gelaufene, deutlich kleinere Kohlhase erst im Sommer und später ganz ersetzte. Zum 20. Januar 2014 wurde sie dort durch die Wannsee abgelöst. 2015 wurde sie verkauft und am Müggelsee als Restaurantschiff stationiert.

## Technik
Bei Ablieferung war die Lichterfelde mit acht Querschotten in neun Abteilungen unterteilt. Als Antrieb dienten zwei Mercedes-Diesel mit jeweils 102 PS, die elastisch gelagert wurden. Zugelassen war das Schiff, das mit einer Klimaanlage ausgestattet worden war, damals für 500 Fahrgäste, nach anderen Angaben nur für 400 Fahrgäste.